# Forcing orbitale

Carote di ghiaccio che indicano la lunghezza media dei cicli glaciali di 100000 anni ca. La curva blu indica la temperatura, quella verde indica il CO_{2 } e la rossa, il fine sedimento eolico glaciale (löss).

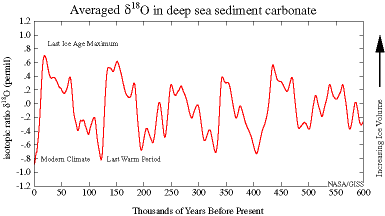
Media di vari campioni di δ^{18}O, un indicatore della temperatura, sugli ultimi 600000 anni.

Il forcing orbitale è l'effetto sul clima di lenti cambiamenti nell'inclinazione dell'asse terrestre e nell'orbita del nostro pianeta. Questi cambiamenti orbitali alterano la quantità di luce solare che raggiunge la Terra, fino ad un 25% alle latitudini medie. In questo contesto, il termine forcing (forzatura) indica il processo fisico che influenza il clima della Terra.
Si ritiene che questo meccanismo sia responsabile dei cicli di glaciazione. L'avvento temporale dei periodi glaciali passati ha una forte correlazione con le previsioni della teoria di Milankovitch, il che permette di calcolare questi effetti per il futuro.